# Eduard Boye

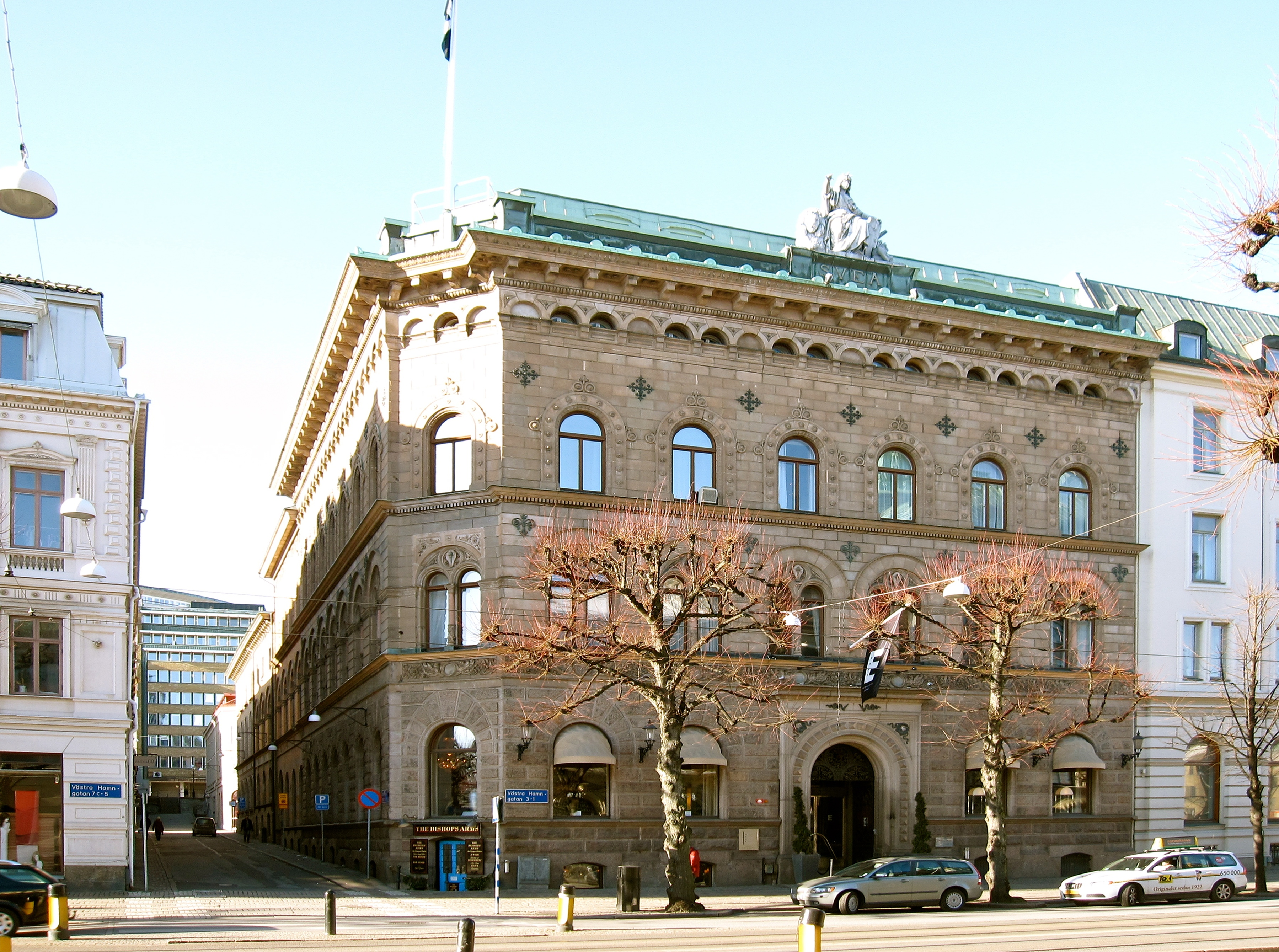
Eduard Boye var verkställande direktör för försäkringsbolaget Svea, som hade sitt huvudkontor på Västra Hamngatan 3 i Göteborg.

Joakim Carl Eduard Boye, född den 13 mars 1822 i Hamburg, död den 10 december 1891 i Göteborg, var en svensk grosshandlare, försäkringsman och konsul. Han blev farfar till Karin Boye.

## Biografi
Eduard Boye började vid femton års ålder arbeta på handelsfirman H.D. Hutz i hemstaden Hamburg. Sedan verksamheten i Hamburg upphört 1842 anställdes han vid kontoret i Leeds och flyttade två år senare till Göteborg. Han blev där agent för försäkringsbolagen Magdeburg Versicherungsgesellschaft och Sun. År 1848 grundade han E. Boye & Co och blev delägare i Mölnlyckefabrikerna.
År 1866 blev Boye verkställande direktör för det nybildade Brand- och Livförsäkrings AB Svea. Företaget grundades av James Dickson Mannheimer, Moritz L. Magnus & J. Hartvig, J. A. Kjellberg & Söner, Ekman & Co., G. H. Hegardt & Co., C. F. Waern & Co. och Wilh. Röhss & Co. 
Vid tillsättande av tjänsten som verkställande direktör sökte tolv personer, men ingen av dem valdes. Istället handplockades Boye från brandförsäkringsbolaget Sun och kvarstod fram till sin död i december 1891.
Eduard Boye var konsul för såväl Preussen som för Bremen. Han var ledamot av Göteborgs stadsfullmäktige under åren 1863–1867 och 1879–1891 och ledamot av olika sakfrågeberedningar i Göteborg.
Boye hade ett stort intresse för hortikultur och var under många år vice ordförande i styrelsen för Trädgårdsföreningen. År 1856 blev han suppleant i styrelsen för Rosendals Fabrikers AB i Mölndal.
År 1864 köpte Eduard Boye Lackarebäcks gård i Mölndal, vilken kom att tillhöra släkten fram till 1895.

## Familj
Eduard Boye gifte sig den 20 maj 1854 med Hilda Lundgren (1833–1917). Sönerna Fritz och Emil Boye blev båda ingenjörer. Fritz var far till Karin Boye.